# Asp Sogn
Asp Sogn er et sogn i Struer Provsti (Viborg Stift).
I 1800-tallet var Asp Sogn og Fousing Sogn annekser til Ølby Sogn. Alle 3 sogne hørte til Hjerm Herred i Ringkøbing Amt. Ølby-Asp-Fousing sognekommune blev ved kommunalreformen i 1970 indlemmet i Struer Kommune.
I Asp Sogn ligger Asp Kirke.
I sognet findes følgende autoriserede stednavne:
- Asp (bebyggelse)
- Bastrup (bebyggelse, ejerlav)
- Falsig Bæk (vandareal)
- Hestbæk Mose (areal)
- Linde (bebyggelse, ejerlav)
- Lindtorp Mark (bebyggelse)
- Lindtorp Mose (areal)
- Mangehøje Plantage (areal)
- Nørre Hestbæk (bebyggelse)
- Sivekær (areal)
- Sønder Hestbæk (bebyggelse)
- Timling (bebyggelse)
- Øster Hestbæk (bebyggelse)
- Østerby (bebyggelse, ejerlav)